# Xylem
Xylem est une entreprise américaine de gestion de l'eau. Elle est issue d'une scission d'ITT Corporation en 2011. Elle est basée à White Plains dans l'état de New York aux États-Unis.

## Histoire
En août 2016, Xylem annonce l'acquisition de Sensus, spécialisée dans les équipements de mesures, pour 1,7 milliard de dollars.